# MPE (system operacyjny)
MPE – system operacyjny stworzony w firmie Hewlett-Packard na potrzeby systemów minikomputerowych HP3000 we wczesnych latach 70. XX w.
System ewoluował: początkowo współpracował z procesorami CISC, później zmienił nazwę na MPE/iX dla podkreślenia współpracy z systemami unixowymi.
System zawierał wbudowany silnik bazodanowy – IMAGE, będący podstawą sukcesu systemów HP3000 w zastosowaniach biznesowych.
Sprzedaż systemów z zainstalowanym MPE (ostatnia wersja 7.5) zakończyła się w roku 2003. Firma HP udzielała użytkownikom wsparcia technicznego do 31 grudnia 2006 roku.